# Марица (волейбольный клуб)
«Марица» (болг. Марица) — болгарский женский волейбольный клуб из Пловдива. 

## Достижения
- 11-кратный чемпион Болгарии — 2015—2025;
  - 3-кратный серебряный призёр чемпионатов Болгарии — 2010—2012;
  - 3-кратный бронзовый призёр чемпионатов Болгарии — 1979, 1996, 2014.
- 9-кратный победитель розыгрышей Кубка Болгарии — 2012, 2015, 2018, 2019, 2021—2025;
  - 4-кратный серебряный призёр Кубка Болгарии — 1997, 2001, 2011, 2016;
  - двукратный бронзовый призёр Кубка Болгарии — 1999, 2000.
- бронзовый призёр Кубка Балканской волейбольной ассоциации 2014.

## История
Волейбольный клуб «Марица» образован в 1950 году в Пловдиве в структуре одноимённого физкультурного общества (основано в 1921 году; названо по реке, протекающей по Пловдиву) и на базе волейбольной команды текстильной фабрики «Марица». Первым играющим тренером и капитаном команды стала Ирина Гарбучева. В сезоне 1959/60 команда под руководством главного тренера Георги Маркова-Гочо дебютировала в ведущем дивизионе чемпионата Болгарии (группе «А»), где заняла 9-е место (из 10 участников). В последующие годы пловдивские волейболистки практически неизменно выступали в группе «А», но на протяжении почти 20 лет выше 6-го места подняться им не удавалось. Первый успех к команде пришёл в 1979 году, когда она впервые стала призёром национального чемпионата, выиграв «бронзу». Закрепиться на пьедестале «Марице» не удалось и следующие медали (также бронзовые) ей удалось завоевать только в 1996 году.
Серьёзный подъём результатов «Марицы» начался с 2009 года, когда команда трижды подряд (2010—2012) выходила в финал чемпионатов Болгарии, но каждый раз уступала в решающих сериях софийскому ЦСКА. В 2014 «Марица» стала обладателем бронзовых наград, а затем начался период полного доминирования команды из Пловдива в национальных соревнованиях. И если в 2015 первое «золото» чемпионата страны «Марице» досталось в упорном противостоянии с «Левски», то с 2016 года пловдивские волейболистки демонстрируют тотальное превосходство над своими соперниками на национальной арене. С 2015 «Марица» — неизменный чемпион Болгарии, а с 2018 — и обладатель Кубка. Начиная с сезона 2015/16 в рамках чемпионатов Болгарии «Марица» провела 202 матча и потерпела в них всего лишь одно поражение.
В 1993/94 «Марица» дебютировала в еврокубковом турнире, приняв участие в розыгрыше Кубка Европейской конфедерации волейбола (ЕКВ), но выбыла уже после первых матчей. Такой же результат пловдивская команда показала и розыгрышах Кубка вызова ЕКВ в 2011 и 2012 годах и лишь в 2016 в Кубке ЕКВ «Марица» сумела преодолеть стартовый раунд соревнований. С 2016/17 «Марица» неизменно участвует в Лиге чемпионов ЕКВ, но пройти дальше группового раунда ей пока не удавалось. 

## Волейбольный клуб «Марица»
ВК «Марица» включает две женские команды — «Марица» и «Марица»-2. Обе выступают в Национальной лиге (Демакс-лиге). Также в структуре клуба 4 юниорских команды различных возрастов.
- Президент клуба — Илия Динков.
- Менеджер команды — Борис Халачев.

## Арена
Домашние матчи национальных турниров ВК «Марица» проводит в спортивном зале «Строител» (болг. Зала Строител). Открыт после реконструкции в 2015 году.
Домашние матчи еврокубковых турниров ВК «Марица» проводит в многофункциональном спортивном зале «Колодрума» (болг. Зала Колодрума). Открыт в 2015 году. Служит для проведения спортивных, концертных и других общественных мероприятий. Вместимость трибун игрового зала — 6060 зрителей. 

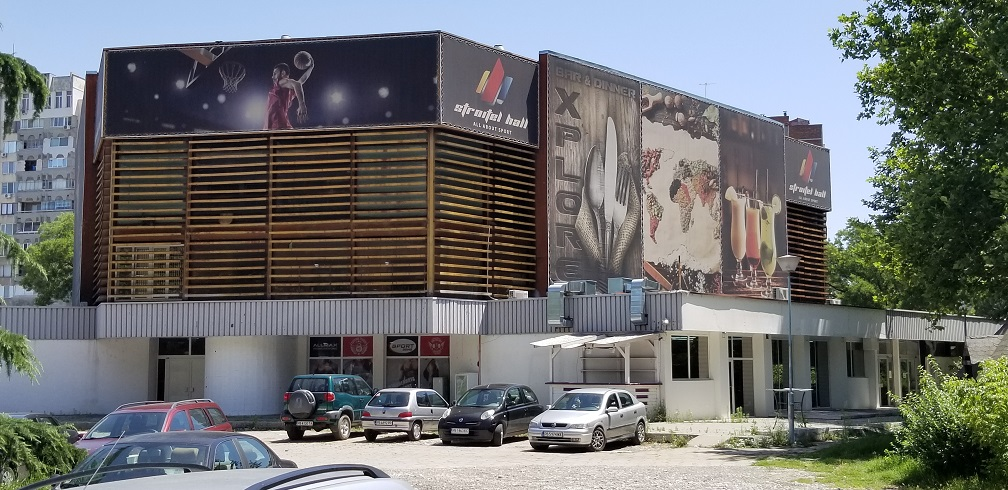
Зал «Строител»
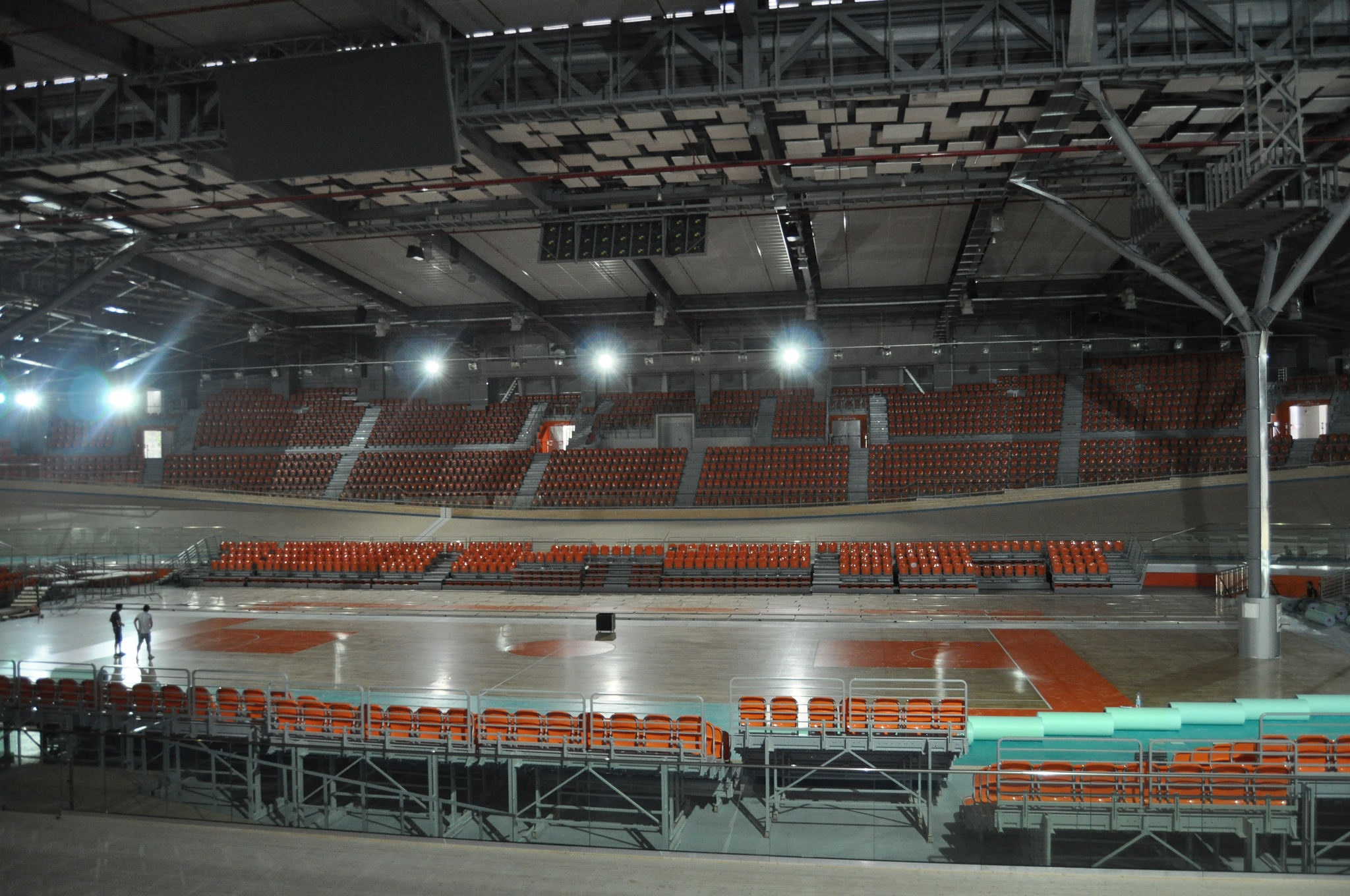
Главный игровой зал «Колодрума»

## Сезон 2024—2025

### Состав
| №  | Имя, фамилия        | Год рождения | Рост | Амплуа      | Гражданство |
| -- | ------------------- | ------------ | ---- | ----------- | ----------- |
| 1  | Симона Иванова      | 2007         | 179  | центральная | Болгария    |
| 1  | Жана Тодорова       | 1997         | 165  | либеро      | Болгария    |
| 2  | Ванесса Агбортаби   | 1998         | 180  | нападающая  | Германия    |
| 3  | Лора Славчева       | 2001         | 183  | связующая   | Болгария    |
| 4  | Цветелина Петрова   | 2007         | 186  | центральная | Болгария    |
| 4  | Алекса Эмилова      | 2006         | 185  | центральная | Болгария    |
| 5  | Добрина Христоскова | 2000         | 184  | нападающая  | Болгария    |
| 6  | Маргарита Гунчева   | 2006         | 183  | связующая   | Болгария    |
| 7  | Александра Китипова | 2007         | 192  | нападающая  | Болгария    |
| 8  | Ралина Дошкова      | 1995         | 188  | нападающая  | Болгария    |
| 10 | Виктория Коева      | 2005         | 184  | нападающая  | Болгария    |
| 13 | Мила Пашкулева      | 2003         | 170  | либеро      | Болгария    |
| 14 | Борислава Сайкова   | 2000         | 186  | центральная | Болгария    |
| 16 | Дияна Борисова      | 2006         | 180  | нападающая  | Болгария    |
| 17 | Боряна Ангелова     | 2005         | 193  | центральная | Болгария    |
| 20 | Ива Дудова          | 2006         | 198  | нападающая  | Болгария    |
| 33 | Кая Николова        | 2006         | 190  | центральная | Болгария    |

- Главный тренер —  Ахметджан Эршимшек.
- Тренер — Владан Шараба, Кристиян Илиев.